# Église Notre-Dame de Nevers
Pour les articles homonymes, voir Église Saint-Genest.
L'église Notre-Dame, dite église Saint-Genest, est une ancienne église catholique à Nevers, datant du XIIe siècle.

## Localisation
L'église Saint-Genest est une ancienne église catholique située rue Saint-Genest à Nevers, en France.

## Historique
Église de l'ancienne paroisse des faïenciers, construite au XIIe siècle, Saint-Genest a été désaffectée à la Révolution et a servi aux XIXe et XXe siècles de brasserie, d'entrepôt à vin et enfin de garage. Son plan primitif a été amputé en 1836 d'une partie importante du chœur pour élargir la rue.

## Architecture
Viollet-le-Duc considérait le portail sud « comme un chef-d'œuvre pour ses bonnes proportions, la beauté et la sobriété de ses sculptures ». Prosper Mérimée décrit le dessin du porche fait par l'illustre architecte dont le linteau « très mutilé représentait une espèce de procession de saints ». La nef présente deux niveaux d'élévation : des grandes arcades et des fenêtres hautes. À l'origine, la croisée du transept était couverte d'une coupole dont les retombées prenaient appui sur des consoles représentant des têtes humaines ou monstrueuses. Les prunelles creuses devaient être remplies de mastic coloré, d'émail noir ou de plomb.

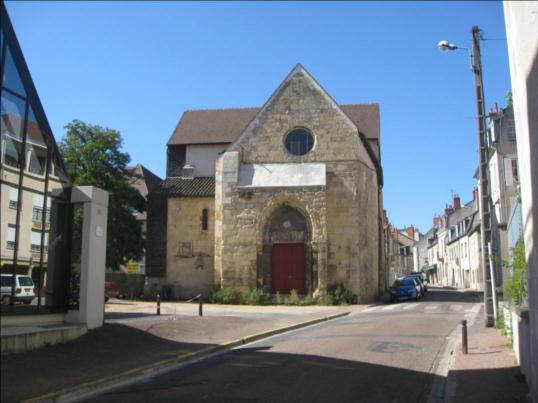
L'entrée de l'église (nord).